# ALMIGHTY×10
『ALMIGHTY×10』（オールマイティテン）は水都あくあによる日本の漫画作品。『ChuChu』（小学館）にて創刊号（2006年1月号）から2007年10月号まで連載された。連載開始以前には織を主人公とした読み切り「ALMIGHTY×01」が同誌2005年夏号に掲載された。
2006年10月にドラマCD化もされている。

## あらすじ
4人の兄にクリスマスパーティーの約束をドタキャンされ、イブの夜にひとりぼっちになった天。そこに、オールマイティーヘルパー会社から派遣されたNo.10と名乗る人物が。一緒にパーティーに行って、エスコートしてくれるNo.10。しかし天は、お酒を飲んで酔っ払ったまま眠ってしまい、起きたらいつの間にか自分の家に…。パーティーが終わってもう会えないと天は嘆くが、彼は天に「TOGA,H」と刻まれた東条学園の生徒章（学園章）を残していった。それを手がかりに天はトーガと再会するために東条学園に仮入学をはたし、家には黙って(正しくは入学に一杯一杯で忘れていた)勝手に転校。学園長の織が天に出した、本入学するための特別試験は『トーガを見つける』コト。しかし、仮入学の際、天の面倒を見てくれる事になった女子寮長・姫絽はどこか引っかかる人物で…。

## 登場人物
※声はドラマCDのもの。
王ノ宮 天（おうのみや てん）
声 - 佐藤利奈
主人公。東条学園オールマイティー科の中等部2年生。血液型はB型。甘いものが大好き（特にケーキ）であり、一日に何ホールも平気でたいらげる。甘いものをくれる人は誰でも「いい人」である。甘部（甘いものつくって食べて楽しもうぜ部）部員。
十雅のことが好き。十雅にはじめて出会ったときは、彼のことを自分の「てん」とかぶるため「ぢゅう」と呼んでいた。
無理矢理十雅たちのJr.の仕事について行き、依頼主を殴るなどして、朔良と一閃にいじめられまくりである。
嬉しい事があると、どんなところでも、喜ビノ舞（または復活祈願ノ舞）を踊る。
幼少の頃、一度だけ十雅に会った事がある（が、天は忘れている）。
朔良曰く「宇宙級ポジティブ女」。（迷った時にも探検をする程）
かなり恐ろしい嗅覚の持ち主。
酒などを飲んで酔うと、高いところにのぼりたがる癖がある。
朔良によく埋められている。嫌いな食べ物は魚など「目玉のついているもの」。
一人称は常に私。
姫絽 十雅（ひいろ とおが）
声 - 皆川純子
東条学園中等部2年オールマイティー科で、女子寮長。ALJr.にも入っている。Jr.でのナンバーは10。血液型はO型。
素は男だが、学園内では女に変装している。男の時は「十雅」、女のときは「姫絽」と呼ぶ事が一般である。恋をした事がない。
マロン好き。結構天然。
熱が出ると、天然度もUPする。
東条学園ができた時のパーティで天と初めて出会う。昔はどうしても「笑顔」ができなかったが、天と出会ったことによりできるようになる。
言葉にはしていないけれど、観月いわく「気持ちは天と一緒」とのこと。
普段の一人称は私だが、ごくごくたまに俺と言うことがある。
観月 七重（みづき ななえ）
声 - 朴璐美
東条学園オールマイティー科で、ALJr.にも入っている。Jr.でのナンバーは7。血液型はB型。
現在中学3年生。天→十雅の恋を応援している。かなりの策士タイプ。学園では男で、甘部の部長。
Jr.のときは女だが、本当の性別がどちらかは判っていない。
しかし、李玖が女性アレルギーの時に近づいて倒れなかったことから考えると、男のようである。
人の幸せが大好きと言っていて、天と十雅の恋を微笑みながら温かく見守っている。
七重の作るケーキはヘルシーで、作った本人曰くカロリー50%オフとのこと。人使いが荒く、アラシをいつも利用している。
一人称は俺だが、仕事時は私。
龍仙寺 朔良（りゅうせんじ さくら）
声 - 緑川光
東条学園オールマイティー科で、ALJr.にも入っている。血液型はAB型。
Jr.でのナンバーは1。一閃といつも一緒にいる。
生徒会長。性格がものすごく悪く、悪魔のようである。天をいじめている。
お金が大好き。給料を減らされることをとても恐れている。読んでいる本も、『10秒で稼ぐ！』等お金関係のもの。
学園でもJr.でも男だが、正体がバレないように学園では常にぐるぐる眼鏡に七三分け。髪型はヘルメット。
一人称は常に僕。
一閃（いっせん）
声 - 下和田裕貴
とても頭の良いカラス。言葉をしゃべることができる。朔良といつも一緒にいる。ペットではなく、幼馴染らしい。天をバカにしている。カボチャが好き。特技は九九の暗唱。
一人称は一閃。
冬賀 李玖（とうが りく）
声 - 森久保祥太郎
東条学園オールマイティー科。海上自衛部部長、男子寮長。ALJr.にも入っている。Jr.でのナンバーは6。二重人格（催眠をかけているだけだが）で一方は女性アレルギー、一方は女の子大好きという極端に困った性質がある。女性アレルギーの時はゴーグルのようなものをかけているが女の子大好きの時はそれを取っている。結構美形。催眠を解く時は蜂蜜味のキャンディを舐めさせる。女性アレルギーの時は冬賀、女の子大好きの時は李玖と呼ばれる。天に本気。優しくて女の子の扱いに慣れているため特にモテる（十雅＆観月談）。
一人称は常に俺。
東条 織（とうじょう おり）
声 - 甲斐田裕子
東条学園の学園長。何事も面白いかどうかで決める自由人。天と十雅を昔から知っている。東条一臣と共に、ヘルパーの派遣会社「ALMIGHTY」を設立。
かなりの自由人。旧姓は「菊乃（きくの）」。
一人称は織。
王ノ宮 玲央（おうのみや れお）
天の兄。クリスマスイブに天をエスコートするよう、ALMIGHTYに依頼した。天の座右の銘「甘いモノ食べて幸せになろう」は、彼の口癖。名前の由来は獅子座のレオ。
弟妹に恐れられている。
天が大好きで、ぬいぐるみ『四季折々天ちゃん』を作ってもっている。玲央の私物。
新には『キング先輩』と呼ばれている。
一人称は俺。

王ノ宮 北斗（おうのみや ほくと）
天の兄。南とは双子で、トップモデル。芸名「ノース」。名前の由来は北斗七星。
王ノ宮 南（おうのみや みなみ）
天の兄。北斗とは双子で、トップモデル。芸名「サウス」。名前の由来は南十字星。
天には「南ちゃん」と4人の兄の中で唯一「〜兄」と呼ばれていない
王ノ宮 李良（おうのみや りら）
天の兄。部活に入っている。名前の由来は琴座のリラ。
秋乃 アラシ（あきの あらし）
声 - うえだゆうじ
天才ドールマスター。Jr.のサポート。現在東条学園高等部。
両親と妹の吹雪を亡くしている。吹雪の代わりと思い白雪を作ったが、今は白雪自身を大切にしている。
発信機も作れる。観月によく使われているため寝不足がち。
血液型はA型。
一人称は俺。
秋乃 白雪（あきの しらゆき）
声 - 白鳥由里
アラシの作ったドール（アンドロイド）。指紋登録、地震予知、天気予報、恋愛応援キューピッドモード、各種占い、磁石人形など色んな事が出来る。力持ち。
現在は初等部。モデルはアラシの死んだ妹である吹雪。何故か天を気に入っているが、理由は『特に無し』。
高柳 新（たかやなぎ あらた）
玲央の大学の後輩。現在大学生。
天のことが好き。
高柳 京の身内。
高柳 京（たかやなぎ きょう）
織の同級生。高柳財閥の息子。
織が好きだが、玉砕する。
東条 一臣（とうじょう いちおみ）
織の夫。織と共に、ヘルパーの派遣会社「ALMIGHTY」を設立。織より年下だが織より才色兼備だった。織とは学生の時出逢う。元々織の婚約者だった。
海条 碧（かいじょう あお）
織の古くからの友達。モデルクラブを経営している。
水都あくあの作品によく出てくる『海条家』の一員。
春（はる）
織の古くからの友達。ブティックを経営している。よく「ALMIGHTY」の人達に使ってもらっている。

## 書籍情報
- 水都あくあ『ALMIGHTY×10』小学館〈ちゅちゅコミックス〉全5巻
  1. 2006年9月5日初版発行[1]、『ChuChu』2006年1月号 - 3月号、ISBN 4-09-130606-3
    - 「ALMIGHTY×01」収録。

  2. 2006年10月5日初版発行[2]、『ChuChu』2006年4月号 - 7月号、ISBN 4-09-130607-1
    - 番外編「ムカシバナシ。」（『ChuChu』2006年5月号） - 第5話と同時掲載された番外編が併録[3]。

  3. 2007年3月5日初版発行[4]、『ChuChu』2006年8月号 - 12月号、ISBN 978-4-09-130800-9
  4. 2007年8月1日初版発行[5]、『ChuChu』2007年1月号 - 5月号、ISBN 978-4-09-131239-6
  5. 2008年1月1日初版発行[6]、『ChuChu』2007年6月号 - 10月号、ISBN 978-4-09-131509-0

## 関連商品
- ALMIGHTY×10 ドラマCD（2006年10月25日発売）

マリン・エンタテインメントより発売、ジェネオンエンタテインメントマリン・エンターテイメントより販売。